# De Mao à Mozart
Pour plus de détails, voir Fiche technique et Distribution.
De Mao à Mozart (From Mao to Mozart: Isaac Stern in China) est un film de Murray Lerner présenté au Festival de Cannes 1981.
Le film obtint l'Oscar du meilleur film documentaire. 

## Synopsis
Le film retrace le voyage d'Isaac Stern en Chine au lendemain de la révolution culturelle. Il fut le premier musicien occidental à accepter l'invitation du gouvernement chinois.

## Fiche technique
- Titre : De Mao à Mozart
- Titre original : From Mao to Mozart: Isaac Stern in China
- Réalisation : Murray Lerner
- Photographie : David Bridges et Nick Doob
- Montage : Thomas Haneke
- Direction artistique : Allan Miller
- Production : Murray Lerner
- Société de production : The Hopewell Foundation Harmony Film Group
- Société de distribution : Harmony Film (États-Unis), Gaumont (France)
- Pays de production:  États-Unis
- Genre : Documentaire
- Durée : 84 minutes
- Dates de sortie : 
  - Chine : 1979
  - États-Unis : 23 février 1981 (New York)
  - France : 10 novembre 1982

## Distinctions
Le film a reçu l'Oscar du meilleur film documentaire,.